# Armash
Armash (en arménien Արմաշ ) est une communauté rurale du marz d'Ararat en Arménie. En 2008, elle compte 2 657 habitants.